# Sanicula caerulescens
Sanicula caerulescens är en flockblommig växtart som beskrevs av Adrien René Franchet. Sanicula caerulescens ingår i släktet sårläkor, och familjen flockblommiga växter. Inga underarter finns listade i Catalogue of Life.